# Exodictyon incrassatum
Exodictyon incrassatum är en bladmossart som beskrevs av Cardot in Paris 1900. Exodictyon incrassatum ingår i släktet Exodictyon och familjen Calymperaceae. Inga underarter finns listade i Catalogue of Life.